# Parafia św. Jana Chrzciciela w Kuźnicy Czeszyckiej
Parafia Świętego Jana Chrzciciela w Kuźnicy Czeszyckiej – parafia rzymskokatolicka należąca do dekanatu Twardogóra diecezji kaliskiej. 
Została utworzona w 1800. Prowadzona przez księży salezjanów do 2021. Od 2021 prowadzona przez księży diecezjalnych.
Kościół parafialny barokowy zbudowany w latach 1789–1790. Mieści się pod numerem 2.